# Bezafibrato
Il bezafibrato è un farmaco ipolipidemizzante della classe dei fibrati.

## Storia
Il benzafibrato è stato introdotto in terapia nel 1977, prodotto dalla Boehringer Mannheim.

## Meccanismo d'azione
Come gli altri fibrati il bezafibrato è un agonista del recettore PPARα; alcuni studi suggeriscono che possa essere attivo anche nei confronti delle forme PPARγ e PPARδ.

## Usi
Il bezafibrato è utile nel trattamento dell'iperlipidemia combinata, una ipercolesterolemia caratterizzata da alti livelli di LDL e trigliceridi. L'effetto maggiore si osserva nei pazienti con sindrome metabolica. Inoltre secondo alcuni studi, il bezafibrato frenerebbe la progressione a diabete nei pazienti con IGT (impaired glucose tolerance) e reallenterebbe il progresso dell'insulinoresistenza, misurata secondo la scala HOMA (Homeostatic model assessment).
Inoltre da uno studio osservazionale prospettico su pazienti con dislipidemia e diabete o iperglicemia è risultato che il bezafibrato riduce significativamente la concentrazione di emoglobina glicata (HbA1c) rispetto ai livelli basali, indipendentemente dall'uso contemporaneo di antidiabetici.

## Effetti collaterali
Il principale effetti collaterale è dato dalla tossicità epatica (livelli anormali delle transaminasi) e dalle miopatie. Raramente è stata riportata rabdomiolisi.

## Altri usi
L'azienda biotech australiana Giaconda combina il benzafibrato con l'acido chenodesossicolico in un medicinale anti-epatite C chiamato Hepaconda.